# 馬爾肖湖

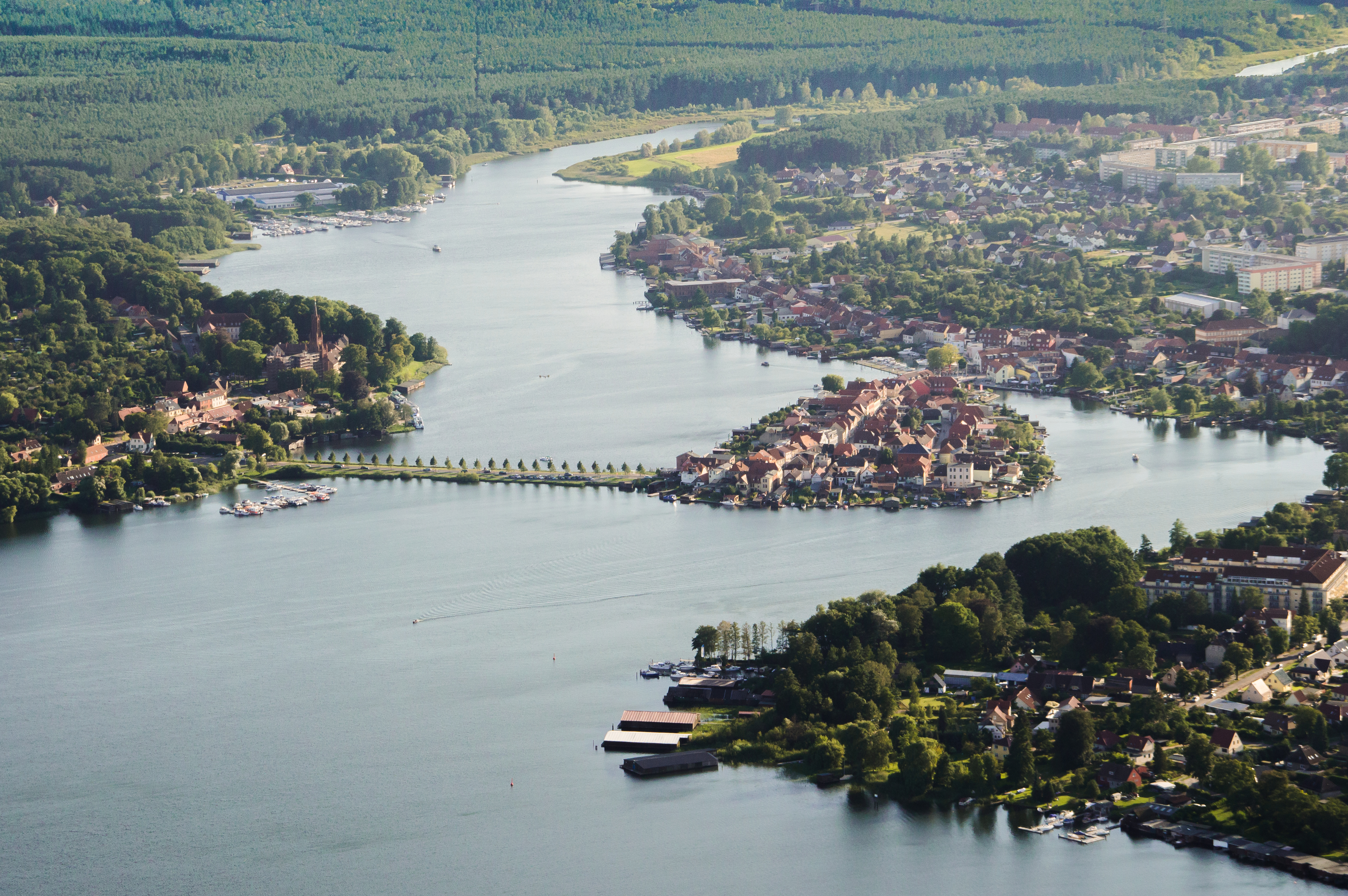

53°28′31″N 12°26′03″E / 53.47534°N 12.4341°E
馬爾肖湖（德語：Malchower See），是德國的湖泊，位於該國東北部，由梅克倫堡-前波美拉尼亞州負責管轄，處於梅克倫堡湖區縣，長5公里、寬1公里，面積1.3平方公里，海拔高度62米。